# Unió Deportiva Polvoritense La Marina
La Unió Deportiva Polvoritense La Marina (UD Polvoritense La Marina), també conegut com a Polvoritense, fou un club català de futbol del districte de Sants-Montjuïc de Barcelona. Fundat l'any 1975, va assolir el campionat de primera territorial del seu grup el 2002-03 i va competir a la preferent catalana entre 2003 i 2005. També va tenir un equip femení que competí a la primera estatal femenina, Jugava els seus partits al camp municipal Julià de Capmany.

## Palmarès
- 1 Segona catalana de futbol: 2002-03